# Lake Austin
Der Lake Austin, ursprünglich Lake McDonald, ist ein vom Tom-Miller-Damm aufgestauter See im Westen der texanischen Stadt Austin. Der See ist einer von sechs großen Texas Highland Lakes genannten Stauseen am texanischen Colorado River der Lower Colorado River Authority und dient vorwiegend der hydroelektrischen Erzeugung von Strom – das Kraftwerk verfügt über zwei 6.750 kW-Generatoren. Er ist 20 mi (≈32,2 km) lang und bis zu 1300 ft (≈400 m) breit.

## Geschichte

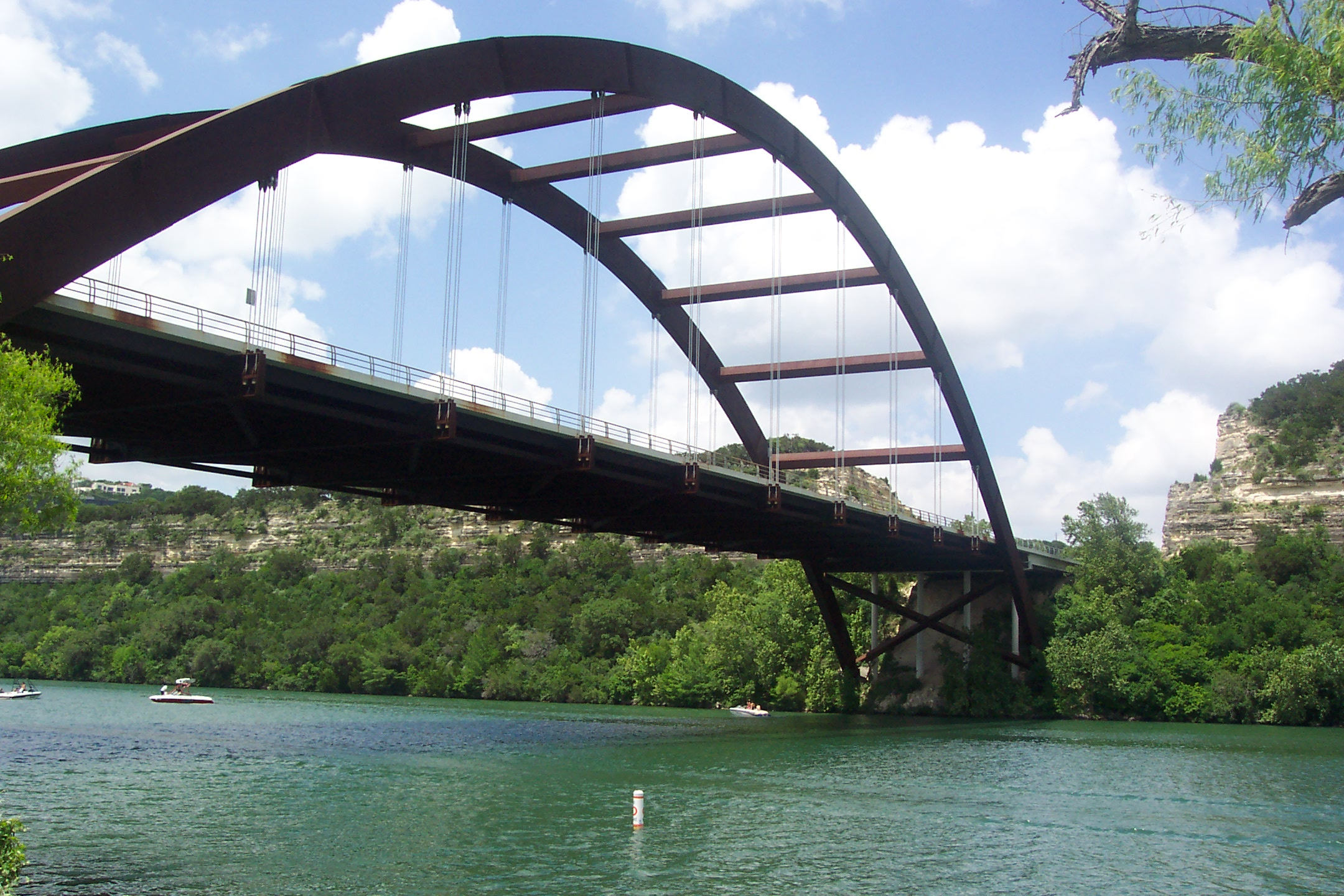
Lake Austin bei der Pennybacker Bridge

An der Stelle des heutigen Stausees gab es bereits zwei Ende des 19. Jahrhunderts bzw. Anfang des 20. Jahrhunderts errichtete Stauseen, der erste, von 1890 bis 1893 erbaute, hatte ursprünglich einen Speicherraum von 49.300 acre-feet (≈0,06 km³), dieser schrumpfte durch Sedimenteintrag innerhalb von sieben Jahren auf 25.000 acre-feet (≈0,03 km³); der gemauerte Damm wurde bei einem Hochwasser 1900 größtenteils zerstört, siehe Austin-Talsperre (Texas). Der zweite Damm wurde von 1911 bis 1915 erbaut, aber bereits 1915 und 1918 durch Fluten schwer beschädigt und 1935 weitgehend zerstört. Der dritte und heutige Damm wurde von 1938 bis 1940 errichtet. Der Wasserstand des Sees wird weitgehend konstant gehalten, da sich an seinem Ufer einige Stadtteile Austins befinden.